# Arius arenarius
Arius arenarius is een straalvinnige vissensoort uit de familie van christusvissen (Ariidae). De wetenschappelijke naam van de soort is voor het eerst geldig gepubliceerd in 1849 door Müller & Troschel.